# Canton de Saint-Étienne-de-Baïgorry
Pour les articles homonymes, voir Saint-Étienne et Baïgorry.
Le canton de Saint-Étienne-de-Baïgorry est un ancien canton français situé dans le département des Pyrénées-Atlantiques et la région Aquitaine.

## Composition
Le canton regroupait 11 communes :
- Aldudes
- Anhaux
- Ascarat
- Banca
- Bidarray
- Irouléguy
- Lasse
- Ossès
- Saint-Étienne-de-Baïgorry
- Saint-Martin-d'Arrossa
- Urepel.

## Histoire
- En 1790, Ossès fut le chef-lieu d'un canton comprenant les communes d'Ossès et de Bidarray, et dépendant du district de Saint-Palais. Saint-Étienne-de-Baïgorry était alors le chef-lieu d'un canton composé d'Anhaux, Ascarat, Irouléguy, Lasse et Saint-Étienne-de-Baïgorry[1].

- De 1833 à 1848, les cantons de Saint-Etienne-de-Baïgorry et d'Iholdy avaient le même conseiller général. Le nombre de conseillers généraux était limité à 30 par département[2].

## Représentation

### Conseillers généraux de 1833 à 2015
| Période           | Identité                                             | Parti                          | Qualité |
| ----------------- | ---------------------------------------------------- | ------------------------------ | --- |
| 1833-1848         | Comte Jean Isidore Harispe                           |                                | Maréchal de France Député (1831-1835) - Sénateur (1852-1855) Propriétaire à Lacarre                           |
| 1848-1861         | Jean-Baptiste Etcheverry                             | Indépendant                    | Notaire, député (1852-1869) Propriétaire à Saint-Etienne-de-Baïgorry, conseiller d'arrondissement             |
| 1861-1870         | Charles d'Abbadie d'Arrast (1821-1901)               |                                | Propriétaire rentier à Saint-Étienne-de-Baïgorry                                                              |
| 1870-1892         | Jean-Charles Harispe (neveu de Jean Isidore Harispe) | Appel au peuple (Bonapartiste) | Commerçant Député (1876-1881 et 1885-1889)                                                                    |
| 1892-1910 (décès) | Pierre Minjonnet                                     | Droite                         | Propriétaire du château de Licérasse, maire de Saint-Étienne-de-Baïgorry Conseiller d'arrondissement          |
| 1910-1913         | Félix Larré                                          | Droite                         | Médecin à Saint-Martin-d'Arrossa                                                                              |
| 1913-1940         | Désiré Etcheverry-Ainchart (1869-1966)               | URD                            | Notaire à Saint-Étienne-de-Baïgorry, Vice-Président du Conseil Général Nommé conseiller départemental en 1943 |
|                   |                                                      |                                | |
| 1945-1949         | Désiré Etcheverry-Ainchart                           | DVD                            | Vice-Président du Conseil Général                                                                             |
| 1949-1976         | Jean Etcheverry-Aïnchart (fils du précédent)         | Abertzale (Enbata)             | Clerc de notaire puis notaire Adjoint au Maire de Saint-Étienne-de-Baïgorry Député (1945-1946)                |
| 1976-1994         | Gabriel Dermit                                       | RPR                            | Maire d'Ossès (1983-1995)                                                                                     |
| 1994-2000 (décès) | Marcel Monlong                                       | DVD                            | Médecin, maire de Saint-Étienne-de-Baïgorry (1995-2000)                                                       |
| 2000-2001         | Gabriel Dermit                                       | UDF                            | Ancien maire d'Ossès                                                                                          |
| 2001-2008         | Jean-Michel Galant                                   | Abertzaleen Batasuna           | maire d'Ascarat (1995-2020)                                                                                   |
| 2008-2015         | Jean-Baptiste Lambert                                | UMP                            | Éleveur, maire de Saint-Étienne-de-Baïgorry (2001-2014)                                                       |

### Conseillers d'arrondissement (de 1833 à 1940)
Le canton de Saint-Etienne avait deux conseillers d'arrondissement.
Il appartenait à l'arrondissement de Mauléon jusqu'à sa disparition en 1926.
| Période                                  | Période           | Identité                              | Étiquette | Qualité |
| ---------------------------------------- | ----------------- | ------------------------------------- | --------- | --- |
| 1833                                     | 1848              | Jean-Baptiste Etcheverry              |           | Notaire, maire de Saint-Étienne-de-Baïgorry                                                                 |
| 1833                                     | 1848 (décès)      | Jacques Benoit Larré père (1773-1848) |           | Médecin, maire d'Ossès, propriétaire à Saint-Martin-d'Arrossa                                               |
|                                          |                   |                                       |           | |
| 1880                                     | 1892              | Pierre Minjonnet                      | Droite    | Propriétaire du château de Licérasse, maire de Saint-Étienne-de-Baïgorry                                    |
| 1880                                     |                   | M. Etcheverry                         | Droite    | |
|                                          |                   |                                       |           | |
|                                          | 1899 (annulation) | M. Bassus                             |           | |
|                                          | 1899 (annulation) | M. Gorriatéguy                        |           | |
|                                          |                   |                                       |           | |
| 1928                                     | 1940              | Louis Etcheverry                      | URD       | Propriétaire à Ossès                                                                                        |
| 1931                                     | 1940              | Gratien Carricaburu                   | URD       | Vétérinaire, propriétaire à Banca                                                                           |
| 1940                                     |                   |                                       |           | Les conseils d'arrondissement ont été suspendus par la loi du 12 octobre 1940 et n'ont jamais été réactivés |
| Les données manquantes sont à compléter. |                   |                                       |           | |

## Démographie
| 1962  | 1968  | 1975  | 1982  | 1990  | 1999  | 2006  | 2011  | 2012  |
| ----- | ----- | ----- | ----- | ----- | ----- | ----- | ----- | ----- |
| 7 836 | 7 280 | 6 379 | 5 968 | 5 646 | 5 512 | 5 727 | 5 891 | 5 963 |